# Lehtimäki
Lehtimäki este o fostă comună din Finlanda.